# Lucas van Leyden
Lucas van Leyden, nizozemski graver in slikar, * 1494, Leiden, † 1533, Leiden.
Leyden velja za enega najboljših graverjev vseh časov.